# Darío Benedetto
Darío Ismael Benedetto (Berazategui, 17 maggio 1990) è un calciatore argentino, attaccante del Newell's Old Boys.
In carriera ha vinto quattro campionati argentini (2012, 2017, 2018 e 2022), un campionato messicano (2014), tre Supercoppe argentine (2012, 2018 e 2022) e due CONCACAF Champions League (2015 e 2016).

## Biografia
Nato a Berazategui, nei pressi di Buenos Aires, Dario Benedetto è soprannominato El Pipa.
Cresciuto calcisticamente nell'Independiente, all'età di 12 anni, mentre era in campo con lo Juegos Evita (squadra giovanile di Berazategui), perse la madre, che mentre lo seguiva dagli spalti ebbe un attacco cardiorespiratorio e arrivò priva di vita all'ospedale. La perdita segnò profondamente il giovane Darío, che decise di abbandonare il calcio e dedicarsi all'attività di bracciante con il padre. All'età di sedici anni sostenne un provino con l'Arsenal Sarandí. Più tardi decise di trasferirsi a La Plata con il padre.

## Carriera

### Club

#### Gli inizi, Arsenal Sarandí
Inizia la propria carriera con la maglia dell'Arsenal Sarandí. Il 9 novembre 2007 esordisce in Primera División contro il Boca Juniors, nel torneo di Apertura, entrando in campo al posto di Luciano Leguizamón. Segna il primo gol contro il Lanús, nel torneo Clausura 2009. Viene poi mandato in prestito per fare esperienza in squadre minori come il Defensa y Justicia e il Gimnasia Jujuy, in seconda serie, dove dimostra il proprio talento: con il Gimnasia segna 11 gol in 19 partite. Richiamato dall'Arsenal Sarandí, si laurea campione del torneo di Clausura 2012, collezionando tuttavia poche presenze, e vince la Supercoppa argentina. Nel 2013 gli viene data la maglia da titolare e Benedetto ne approfitta, segnando contro l'Unión de Santa Fe e contro il River Plate al Monumental. Segna anche il primo gol in Coppa Libertadores, nell'edizione del 2013, su calcio di punizione contro il The Strongest a La Paz. In quella competizione segnerà anche al San Paolo e all'Atlético Mineiro.

#### Tijuana
Nell'estate del 2013, dopo le reti e le buone prestazioni messe in luce, viene acquistato per 1,5 milioni di dollari dai messicani del Club Tijuana, con cui esordisce con una tripletta nel 3-3 contro l'Atlas. In totale segna 23 gol in 50 partite stagionali.

#### Club América

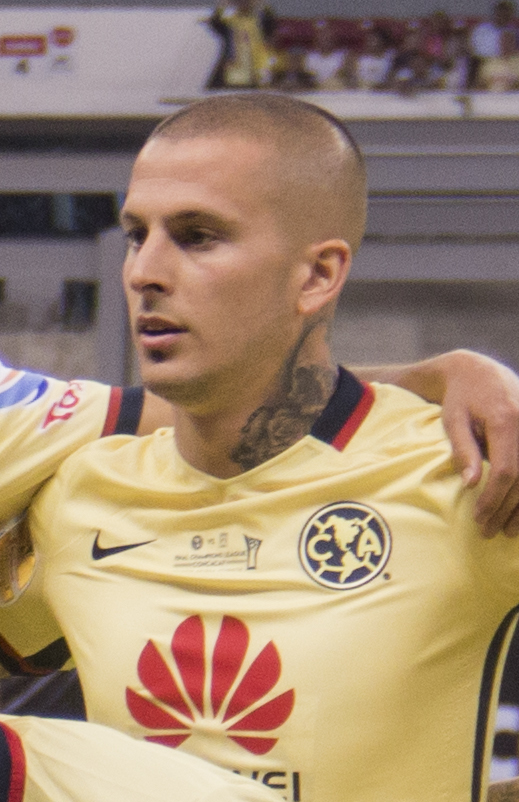
Benedetto con la maglia del Club América nel 2016

Il 15 dicembre 2014 viene venduto per 8 milioni di dollari alla squadra campione in carica del massimo campionato messicano, il Club América, con cui firma un contratto quadriennale. Segna il primo gol con l'América in amichevole contro il Monterrey, mentre il primo gol ufficiale è contro il Tigres UANL. L'8 aprile 2015 segna quattro reti all'Azteca nella semifinale di ritorno di CONCACAF Champions League contro l'Herediano, poker che consente al Club América di vincere per 6-0 e di ribaltare la sconfitta per 3-0 subita all'andata, qualificandosi così per la finale. Il 29 aprile 2015, in occasione della finale di ritorno del torneo, realizza all'Azteca una tripletta decisiva contro i canadesi del Montréal Impact (4-2) che consentirà al Club América di aggiudicarsi (dopo l'1-1 dell'andata in Canada) la sua sesta CONCACAF Champions League. Benedetto si laurea, assieme al compagno di squadra Oribe Peralta, miglior marcatore della competizione con 7 reti. Andrà ancora a segno l'anno successivo nell'andata della vittoriosa finale di CONCACAF Champions League contro il Tigres UANL, realizzando in trasferta, all'Estadio Universitario di San Nicolás de los Garza, la rete che apre le marcature (0-2 il finale). La sua squadra si aggiudica il trofeo battendo il Tigres anche nella finale di ritorno (2-1). Alla fine del Torneo messicano di Clausura 2016 Benedetto chiede al club di Città del Messico di essere ceduto.

#### Boca Juniors
Il 6 giugno 2016 torna in patria, firmando per il Boca Juniors in cambio di 5,5 milioni di dollari. Debutta l'8 luglio nella semifinale di andata della Coppa Libertadores 2016, persa per 2-0 in casa dei colombiani dell'Independiente del Valle. Segna il primo gol con la maglia del Boca Juniors contro il Santamarina nei sedicesimi di finale della Copa Argentina 2015-2016, in una partita vinta per 2-1 dal Boca. Il 25 settembre realizza una tripletta in 18 minuti, dal 7º al 25º del primo tempo, in campionato contro il Quilmes (4-1), portando a quattro i gol segnati in cinque partite giocate con la squadra di Buenos Aires. Da sei anni nessuno segnava una tripletta alla Bombonera: l'ultimo a riuscirci era stato Martin Palermo contro il Colón. Nel match è autore anche di un assist di tacco per il gol del compagno di squadra Ricardo Centurión. Il 16 ottobre 2016, contro il Sarmiento (J), è vittima di un infortunio che inizialmente pare tenerlo fuori dai campi da gioco per un mese, ma 18 giorni dopo il calciatore rientra in campo nel secondo tempo della partita contro il Rosario Central, valida per i quarti di finale della coppa nazionale, sostituendo Wílmar Barrios e segnando, al 94º minuto, il gol della bandiera nella sconfitta per 2-1 che elimina il Boca dal torneo. Il 6 novembre realizza una doppietta contro il Gimnasia (LP) in trasferta, nella prima partita vinta dal Boca in trasferta nel campionato 2016-2017. Il 27 novembre segna nel derby contro il San Lorenzo, ma si infortuna e viene sostituito da Walter Bou. L'11 marzo 2017 torna al gol, segnando una doppietta in campionato contro il Banfield (2-0). Il 4 giugno torna al gol in un derby, segnando una doppietta nella partita vinta per 3-0 contro l'Independiente. Con il Boca vince, nel giugno 2017, il campionato argentino e si laurea capocannoniere con ben 21 gol in 25 partite.

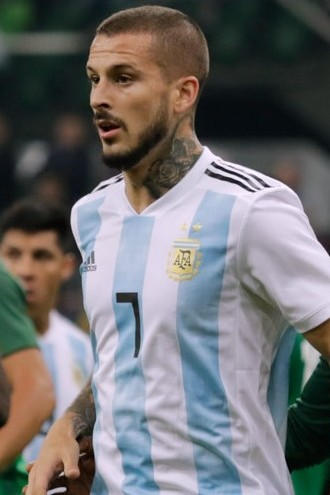
Benedetto con la nazionale argentina nel 2017

Il 19 novembre 2017, nella partita casalinga contro il Racing Avellaneda, riporta la rottura del legamento crociato anteriore del ginocchio destro, infortunio che lo costringe ad un periodo di inattività forzata di almeno sei mesi. Dopo otto mesi trascorsi lontano dai campi, torna a giocare in un'amichevole contro l'Independiente Medellín, durante la quale subisce un nuovo infortunio, sebbene di lieve entità. Torna in campo in partite ufficiali il 30 agosto 2018, per la sfida di ritorno degli ottavi di finale di Coppa Libertadores contro il Libertad. Nella partita è autore di due assist per le marcature di Cristian Pavón e Mauro Zárate. Il 4-2 per il Boca è un risultato finale che, unito alla vittoria per 2-0 all'andata in Paraguay, consente agli Xeneizes di superare il turno. Dopo aver disuptato qualche minuto dei quarti di finale contro il Cruzeiro, il 24 ottobre entra in campo nel secondo tempo della semifinale di andata alla Bombonera contro il Palmeiras e realizza, all'84º e all'88º minuto, i due gol che consentono al Boca di vincere l'incontro per 2-0. Si ripete nella semifinale di ritorno, segnando il gol del definitivo 2-2 sul campo dei brasiliani. Nella doppia finale persa contro il River Plate, dopo aver realizzato una rete nel match di andata (da subentrante), realizza la rete del momentaneo 1-0 nella gara di ritorno, dove viene schierato titolare.

#### Olympique Marsiglia e prestito all'Elche
Il 5 agosto 2019 è ingaggiato dall'Olympique Marsiglia per 16 milioni; firma un contratto quadriennale, scegliendo di indossare la maglia numero 9. Esordisce il 10 agosto al Vélodrome alla prima giornata di Ligue 1, entrando in campo al 73º minuto della partita persa per 2-0 contro lo Stade Reims. Il primo gol arriva alla terza giornata, il 28 agosto, nella gara vinta per 2-1 sul campo del Nizza. Quattro giorni dopo segna il primo gol al Vélodrome, contro il Saint-Étienne, nella gara vinta per 1-0. Il 28 febbraio 2020 realizza la prima tripletta con la maglia del club marsigliese, dando ai compagni la vittoria (2-3) nel match giocato sul campo del Nîmes, valido per la 27ª giornata di campionato. Il 13 settembre seguente è tra i cinque calciatori espulsi dopo la rissa finale nella gara vinta per 1-0 in casa del Paris Saint-Germain.
Il 19 agosto 2021 viene ceduto in prestito all'Elche, con cui disputa in tutto 16 partite con 2 gol all'attivo sino al gennaio 2022.

#### Ritorno al Boca
Il 21 gennaio 2022 fa ritorno al Boca Juniors.
Debutta con un goal in occasione del pareggio per 1-1 contro il Colón (SF) nella prima giornata della Copa de la Liga Profesional 2022,competizione in cui disputa 14 presenze e 7 gol di cui 2 all’Independiente alla quarta giornata  e una splendida rete in rovesciata contro il Barracas Central in occasione della dodicesima giornata del torneo..
È anche il primo torneo che vince con il Boca dal suo ritorno in Argentina.
Nella fase a gironi della Coppa Libertadores 2022 disputa 5 partite, di cui 4 da titolare e realizza 3 reti,due all’Always Ready ed una al Corinthians.Agli ottavi, però, è il responsabile principale dell’eliminazione degli xenezeis per mano dei brasiliani del Corinthians stesso, sbagliando dagli undici metri nei 90 minuti e poi il rigore decisivo nella sfida finale ai calci di rigore..Ore dopo l’eliminazione diventa virale una notizia secondo cui l’attaccante argentino e gli altri veterani della squadra avrebbero minacciato la dirigenza di non partecipare al consueto ritiro che si tiene ore prima di ogni partita ufficiale,in quanto il club non aveva adempiuto la promessa di pagare ai calciatori il premio pattuito per la vittoria della Copa de la Liga Profesional 2022 .Il momento negativo di Benedetto prosegue anche in campionato. A pochi giorni dagli errori contro il Corinthians, ritorna a sbagliare dagli undici metri nel match, vinto di misura per 1-0, contro il Talleres (C).
Il 14 agosto del 2022, in occasione del pari a rete inviolate contro il Racing Club, è ancora protagonista in negativo per aver sferrato un pugno al suo compagno di squadra Carlos Zambrano durante l'intervallo. Il club sospenderà i due calciatori per due giornate..
L'11 settembre zittisce le critiche in occasione del Superclásico contro il River Plate,mettendo a segno l’unica rete del match, colpendo di testa dagli sviluppi di un corner.. Tre giorni dopo, da subentrato, realizza la rete grazie a cui il Boca supera il Lanús per 1-0 e s’incammina verso la vittoria del campionato..
Realizza una tripletta nella finale di Supercopa Argentina 2022 ,disputata contro il Patronato.
Trova poco spazio nel 2023, a seguito degli acquisti di Miguel Merentiel prima ed Edinson Cavani poi.
Ormai fuori dal progetto, il 19 luglio 2024 rescinde il contratto con gli Xeneizes.

### Nazionale
Nell'agosto 2017 viene convocato per la prima volta nella nazionale argentina dal commissario tecnico Jorge Sampaoli. Il 5 settembre seguente debutta con l'Albiceleste subentrando a Paulo Dybala al 63º minuto di gioco della sfida contro il Venezuela valida per le qualificazioni al campionato del mondo 2018..

## Statistiche

### Presenze e reti nei club
Statistiche aggiornate al 20 luglio 2024.
| Stagione                  | Squadra                   | Campionato                | Campionato | Campionato | Coppe nazionali | Coppe nazionali | Coppe nazionali | Coppe continentali | Coppe continentali | Coppe continentali | Altre coppe | Altre coppe | Altre coppe | Totale | Totale |
| Stagione                  | Squadra                   | Comp                      | Pres       | Reti       | Comp            | Pres            | Reti            | Comp               | Pres               | Reti               | Comp        | Pres        | Reti        | Pres   | Reti   |
| ------------------------- | ------------------------- | ------------------------- | ---------- | ---------- | --------------- | --------------- | --------------- | ------------------ | ------------------ | ------------------ | ----------- | ----------- | ----------- | ------ | ------ |
| 2008-2009                 | Arsenal Sarandi           | PD                        | 12         | 1          | -               | -               | -               | -                  | -                  | -                  | -           | -           | -           | 12     | 1      |
| set.-dic. 2009            | Arsenal Sarandi           | PD                        | 1          | 0          | -               | -               | -               | -                  | -                  | -                  | -           | -           | -           | 1      | 0      |
| dic. 2009-2010            | Defensa y Justicia        | PBN                       | 13         | 1          | -               | -               | -               | -                  | -                  | -                  | -           | -           | -           | 13     | 1      |
| ago.-dic. 2010            | Defensa y Justicia        | PBN                       | 10         | 1          |                 |                 |                 |                    |                    |                    |             |             |             | 10     | 1      |
| Totale Defensa y Justicia | Totale Defensa y Justicia | Totale Defensa y Justicia | 23         | 2          |                 | -               | -               |                    | -                  | -                  |             | -           | -           | 23     | 2      |
| feb.-giu. 2011            | Gimnasia de Jujuy         | PBN                       | 19         | 11         | -               | -               | -               | -                  | -                  | -                  | -           | -           | -           | 19     | 11     |
| 2011-2012                 | Arsenal Sarandi           | PD                        | 10         | 1          | CA              | 1               | 0               | -                  | -                  | -                  | -           | -           | -           | 11     | 1      |
| 2012-2013                 | Arsenal Sarandi           | PD                        | 28         | 7          | CA              | 2               | 2               | CL                 | 6                  | 3                  | -           | -           | -           | 36     | 12     |
| Totale Arsenal Sarandí    | Totale Arsenal Sarandí    | Totale Arsenal Sarandí    | 51         | 9          |                 | 3               | 2               |                    | 6                  | 3                  |             | -           | -           | 60     | 14     |
| 2013-2014                 | Tijuana                   | PD                        | 24+2       | 11+1       | CM              | 0               | 0               | CCL                | 4                  | 1                  | -           | -           | -           | 30     | 13     |
| lug.-nov. 2014            | Tijuana                   | PD                        | 17         | 9          | CM              | 3               | 1               | -                  | -                  | -                  | -           | -           | -           | 20     | 10     |
| Totale Tijuana            | Totale Tijuana            | Totale Tijuana            | 41+2       | 21         |                 | 3               | 1               |                    | 4                  | 1                  |             | -           | -           | 50     | 23     |
| gen.-giu. 2015            | América                   | PD                        | 15+2       | 5+1        | CM              | 0               | 0               | CCL                | 3                  | 7                  | -           | -           | -           | 20     | 13     |
| 2015-2016                 | América                   | PD                        | 29+3       | 11+0       | CM              | 0               | 0               | CCL                | 7                  | 1                  | CMC         | 2           | 1           | 41     | 13     |
| Totale América            | Totale América            | Totale América            | 44+5       | 17         |                 | 0               | 0               |                    | 10                 | 8                  |             | 2           | 1           | 61     | 26     |
| lug. 2016                 | Boca Juniors              | PD                        | 0          | 0          | CA              | 3               | 2               | CL                 | 2                  | 0                  | -           | -           | -           | 5      | 2      |
| 2016-2017                 | Boca Juniors              | PD                        | 25         | 21         | CA              | 3               | 3               | -                  | -                  | -                  | -           | -           | -           | 28     | 24     |
| 2017-2018                 | Boca Juniors              | PD                        | 9          | 9          | CA              | 0               | 0               | CL                 | 6                  | 5                  | -           | -           | -           | 15     | 14     |
| 2018-2019                 | Boca Juniors              | PD                        | 15         | 2          | CA              | 5               | 0               | CL                 | 6                  | 3                  | SA          | 1           | 0           | 27     | 5      |
| 2019-2020                 | Olympique Marsiglia       | L1                        | 26         | 11         | CF              | 2               | 0               |                    |                    |                    |             |             |             | 28     | 11     |
| 2020-2021                 | Olympique Marsiglia       | L1                        | 32         | 5          | CF              | 2               | 1               | UCL                | 6                  | 0                  | SF          | 1           | 0           | 41     | 6      |
| ago. 2021                 | Olympique Marsiglia       | L1                        | 2          | 0          | CF              | -               | -               | UCL                | -                  | -                  |             | -           | -           | 2      | 0      |
| Totale O. Marsiglia       | Totale O. Marsiglia       | Totale O. Marsiglia       | 60         | 16         |                 | 4               | 1               |                    | 6                  | 0                  |             | 1           | 0           | 71     | 17     |
| 2021-gen. 2022            | Elche                     | PD                        | 14         | 2          | CR              | 2               | 0               | -                  | -                  | -                  | -           | -           | -           | 16     | 2      |
| 2022                      | Boca Juniors              | PD                        | 17         | 5          | CA+CdL          | 2+14            | 1+7             | CL                 | 7                  | 3                  | TC          | 1           | 0           | 41     | 16     |
| 2023                      | Boca Juniors              | PD                        | 15         | 3          | CA              | 5+12            | 1+2             | CL                 | 8                  | 0                  | SI+SA       | 1+1         | 0+3         | 42     | 9      |
| 2024                      | Boca Juniors              | PD                        | 0          | 0          | CA+CdL          | 1+10            | 0+1             | CS                 | 2                  | 0                  | -           | -           | -           | 13     | 1      |
| Totale Boca Juniors       | Totale Boca Juniors       | Totale Boca Juniors       | 81         | 40         |                 | 55              | 17              |                    | 31                 | 11                 |             | 4           | 3           | 171    | 70     |
| Totale carriera           | Totale carriera           | Totale carriera           | 340        | 118        |                 | 67              | 21              |                    | 57                 | 23                 |             | 4           | 3           | 468    | 165    |

### Cronologia presenze e reti in nazionale
| Cronologia completa delle presenze e delle reti in nazionale ― Argentina | Cronologia completa delle presenze e delle reti in nazionale ― Argentina | Cronologia completa delle presenze e delle reti in nazionale ― Argentina | Cronologia completa delle presenze e delle reti in nazionale ― Argentina | Cronologia completa delle presenze e delle reti in nazionale ― Argentina | Cronologia completa delle presenze e delle reti in nazionale ― Argentina | Cronologia completa delle presenze e delle reti in nazionale ― Argentina | Cronologia completa delle presenze e delle reti in nazionale ― Argentina |
| Data                                                                     | Città                                                                    | In casa                                                                  | Risultato                                                                | Ospiti                                                                   | Competizione                                                             | Reti                                                                     | Note                                                                     |
| ------------------------------------------------------------------------ | ------------------------------------------------------------------------ | ------------------------------------------------------------------------ | ------------------------------------------------------------------------ | ------------------------------------------------------------------------ | ------------------------------------------------------------------------ | ------------------------------------------------------------------------ | ------------------------------------------------------------------------ |
| 5-9-2017                                                                 | Buenos Aires                                                             | Argentina                                                                | 1 – 1                                                                    | Venezuela                                                                | Qual. Mondiali 2018                                                      | -                                                                        | 63’                                                                      |
| 5-10-2017                                                                | Buenos Aires                                                             | Argentina                                                                | 0 – 0                                                                    | Perù                                                                     | Qual. Mondiali 2018                                                      | -                                                                        |                                                                          |
| 10-10-2017                                                               | Quito                                                                    | Ecuador                                                                  | 1 – 3                                                                    | Argentina                                                                | Qual. Mondiali 2018                                                      | -                                                                        | 76’                                                                      |
| 14-11-2017                                                               | Krasnodar                                                                | Argentina                                                                | 2 – 4                                                                    | Nigeria                                                                  | Amichevole                                                               | -                                                                        | 46’                                                                      |
| 22-3-2019                                                                | Madrid                                                                   | Argentina                                                                | 1 – 3                                                                    | Venezuela                                                                | Amichevole                                                               | -                                                                        | 70’                                                                      |
| Totale                                                                   |                                                                          | Presenze                                                                 | 5                                                                        |                                                                          | Reti                                                                     | 0                                                                        |                                                                          |

## Palmarès

### Club

#### Competizioni nazionali
- Campionato argentino: 4

Arsenal Sarandí: Clausura 2012
Boca Juniors: 2016-2017, 2017-2018, 2022
- Supercopa Argentina: 3

Arsenal Sarandí: 2012
Boca Juniors: 2018, 2022
- Campionato messicano: 1

América: Apertura 2014
- Copa de la Liga Profesional: 1

Boca Juniors: 2022

#### Competizioni internazionali
- CONCACAF Champions League: 2

América: 2014-2015, 2015-2016

### Individuale
- Miglior giocatore della Supercopa Argentina: 1

2022